# Margaretha von Ahlefeldt
Margaretha von Ahlefeldt (auch: Margaretha von Alefelt) (* 1613; † November 1681 in Uetersen) war eine deutsche Wohltäterin und Priorin des Klosters Uetersen.

## Leben

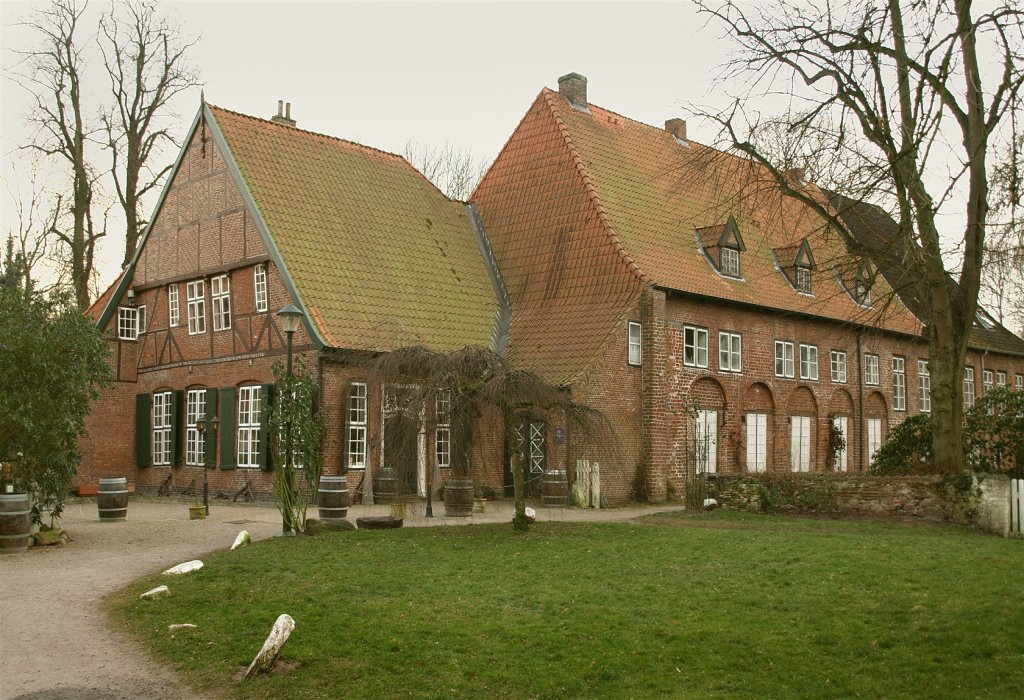
Das Südhaus (rechts) mit den Arkaden des vermauerten Kreuzgangs

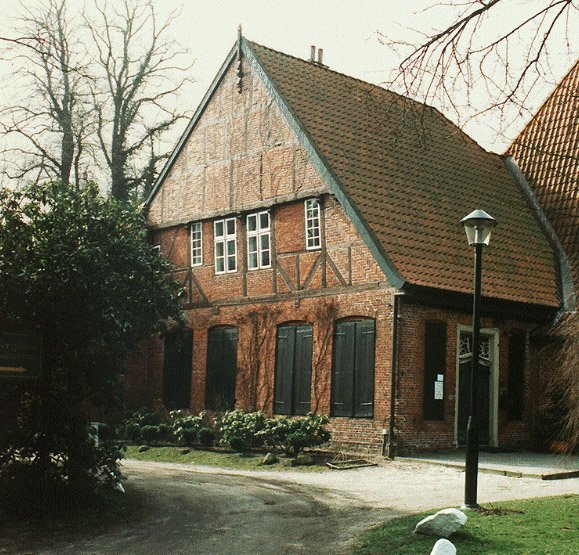
Das Haus der Priorin von 1644

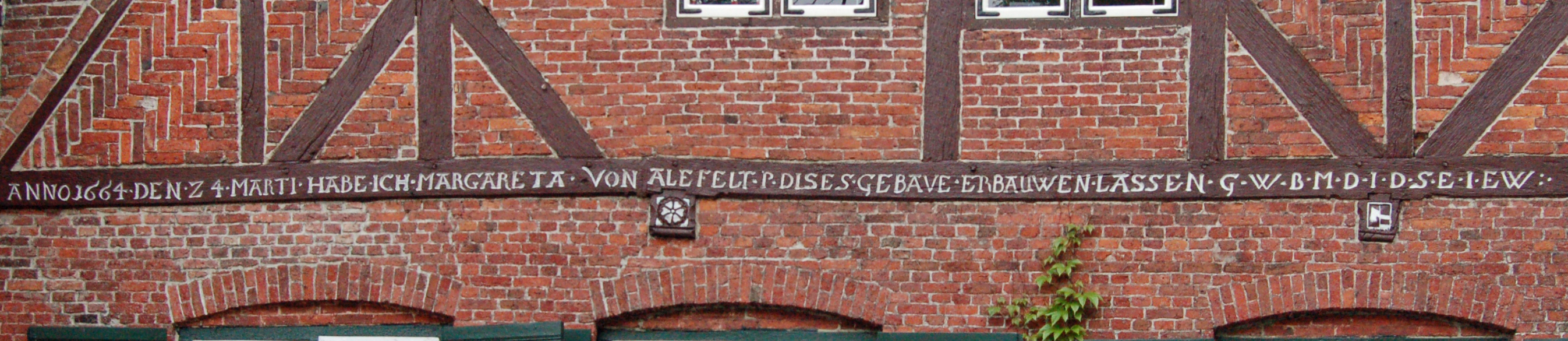
Die Inschrift des Priorinenhaus

Sie kam aus dem Hause Wulfshagen im heutigen Kreis Rendsburg-Eckernförde, früher Kreis Eckernförde. Ihre Eltern waren laut ihrem Testament „in meiner zahrten Jugend gahr frühzeitig abgestorben“. Margaretha von Ahlefeldt war von 1656 bis 1681 Priorin des Klosters Uetersen. Sie war die Nachfolgerin von Magdalena von Schack († 1656) und wurde am 11. November 1656 zur Vorsteherin des Klosters gewählt.
1644 ließ sie das heutige „Haus der Priorin“ errichten, ein Fachwerkgiebelanbau am alten Südhaus des Klosters. Dort beherbergte die Priorin u. a. Könige, Landgrafen und Herzöge. Das Kloster war verpflichtet, die reisenden Landesherren aufzunehmen und zu verköstigen. So ließ sich die Königin von Dänemark Charlotte Amalie von Hessen-Kassel (1650–1714) 1675 zweimal mit rund 80 Untertanen fürstlich bewirten und verschwand ohne viel Dank wieder aus dem Kloster. Der Klosterschreiber Johan Moritzen berechnete später die Kosten, die bei jedem Besuch entstanden waren, auf fast 60 Schilling pro Person.
So wie die Priorin ihren Nachnamen im Unterschied zu allen anderen Vertretern ihres Geschlechtes schrieb, ließ sie ihn auch in den tragenden Balken ihres Giebels schnitzen, dessen Inschrift lautet: ANNO 1644 DEN 24. MARTI. HABE ICH MARGARETA VON ALEFELT. P(riörin). DIESES GEBAVE ERBAUWEN LASSEN. Es folgen die Initialen eines Segenswunsches: G.(ott) W(olle) B.(ewahren) M.(ein) D.(ach) I.(mmerdar) D.(ir) S.(ei) E.(hre) I.(n) E.W(igkeit). Heute ist es das älteste, vollständig erhaltene Gebäude in Uetersen und steht wegen seines hohen architektonischen und historischen Wertes als Kulturdenkmal unter Denkmalschutz.
Zudem ließ sie 1667 die im Krieg schwerbeschädigte alte Klosterkirche wiederherrichten. So wurden die Kirchenstände aufgerichtet, die Kanzel und der Altar mit Farbe und Blattgold ausstaffiert. Sie selbst nahm sich der Orgel an und errichtete mit den Nonnen einen neuen Chor. Die Kirche erhielt eine neue Wendeltreppe, die sich seit 1908 im Landesmuseum im Schloss Gottorf befindet und dort ausgestellt wird.
Auch in der heutigen Klosterkirche legt der in ehrenamtlich ausgeführter Handarbeit restaurierte Kronleuchter über dem Taufstein Zeugnis ab vom Wirken der Margaretha von Ahlefeldt.
Sie selbst ging gegen die allgemeine Verarmung vor. Ihre Eltern, so schrieb sie in ihrem Testament, waren „ihr in meiner zahrten Jugend gahr frühzeitig abgestorben und hatten ihr nichts vererbt... alles was sie eines Tages hinterlassen würde, habe sie durch Gottes milden Segen, fleißige Aufsicht und sparsahme Haushaltung erworben und beibekommen. Deswegen ich auch schuldig, Gott zu Ehren davon vorab wieder zu geben, welches nicht besser geschen kann als wann Armen und nothdürfigen Leuten, auch Kirchen und deren Dienern davon Gutes gethan wird...“
Schon zu Lebzeiten ließ sie sich in einer Ecke unter dem Chor eine Grabkammer mauern und wurde im November 1681, so wie sie es im Testament wünschte, „ohne üppiges Geprenge... abends im Fackeln und Haltung einer guten Music“ in ihrer Grabkammer beigesetzt. Siebzig Jahre später, als man die alte Klosterkirche überbauen wollte, war die Grabkammer bei den Planungen immer und überall im Wege. Keiner wollte diese Kammer beseitigen, denn wer dort ruhte, wusste keiner mehr so genau. So verblieb die Kammer, in sich zusammensinkend, weitere Jahre bestehen. Erst 1813 wurde die Grabkammer im Auftrag der Priorin Dorothea Catharina von Ahlefeldt († 1814) abgetragen und der kupferne Sarg geborgen. Mit Verwunderung nahm man dessen Aufschrift zur Kenntnis, und der Sarg wurde in der heutigen Klosterkirche im Mittelgang beigesetzt. Bis heute ist die Grabplatte nicht beschriftet worden, und die Grabstätte ist nur noch wenigen bekannt.